# Paczków
Paczków (niem. Patschkau) – miasto w województwie opolskim, w powiecie nyskim, siedziba gminy miejsko-wiejskiej Paczków. W latach 1975–1998 miasto administracyjnie należało do starego województwa opolskiego.
Miasto leży historycznie na Dolnym Śląsku, na Przedgórzu Sudeckim, na Obniżeniu Otmuchowskim na południowo-zachodnim krańcu województwa opolskiego nad Nysą Kłodzką, położone między sztucznymi zbiornikami wodnymi Jeziorem Otmuchowskim i nowymi zbiornikami, zwanymi Topola i Kozielno, razem tworzącymi Zalew Paczkowski.
Największymi zakładami przemysłowymi Paczkowa są cegielnia Wienerberger i manufaktura opakowań kartonowych Jarpak.
Według danych GUS z 1 stycznia 2024 r. miasto miało 6607 mieszkańców.

## Nazwa

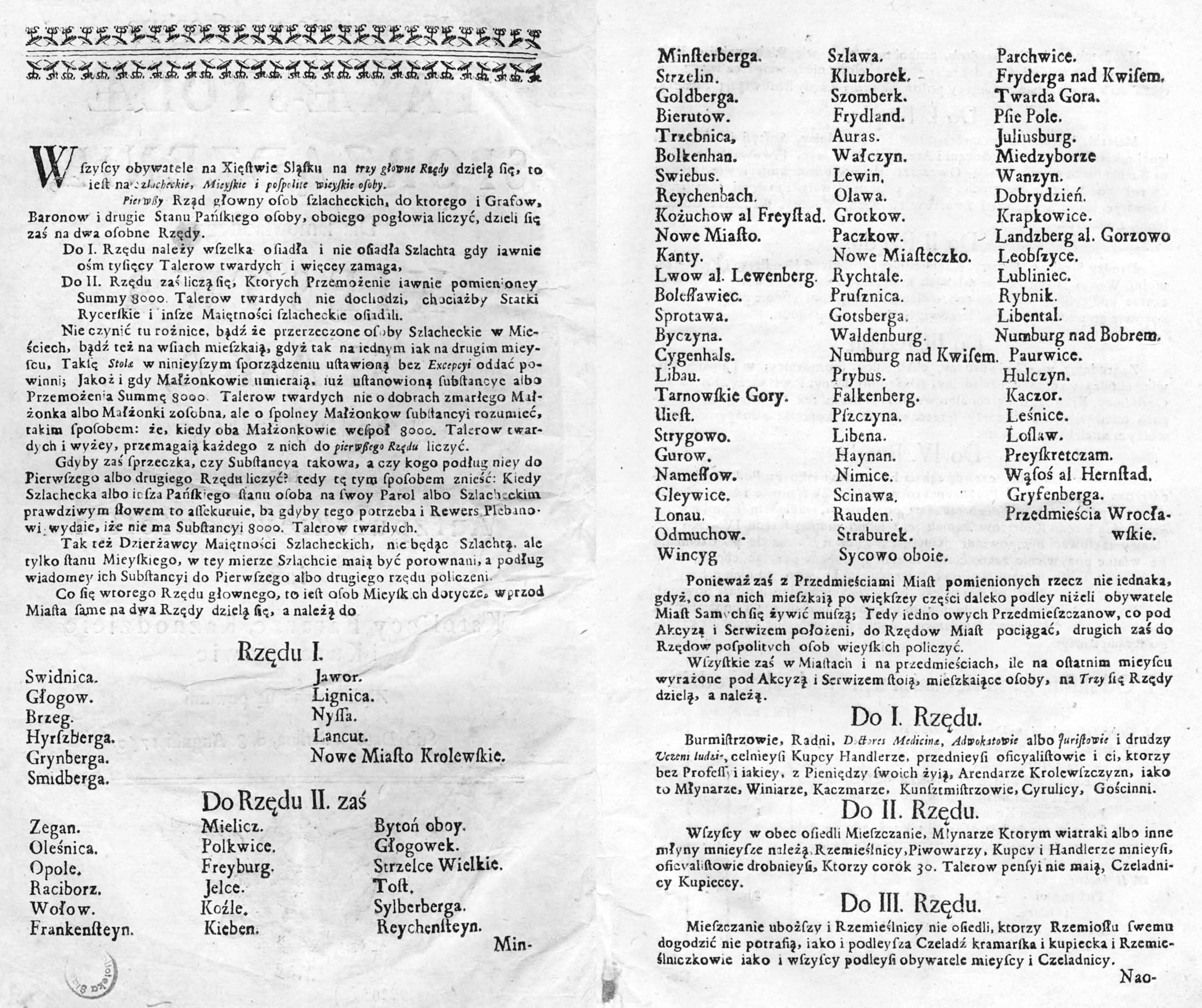
Nazwa Paczkow wśród innych nazw śląskich miejscowości w urzędowym pruskim dokumencie z 1750 roku wydanym w języku polskim w Berlinie.

W łacińskiej Liber fundationis episcopatus Vratislaviensis (pol. Księga uposażeń biskupstwa wrocławskiego) spisanej za czasów biskupa Henryka z Wierzbna w latach 1295–1305 miejscowość wymieniona jest w zlatynizowanej formie Paczkaw. Nazwę miejscowości w zlatynizowanej staropolskiej formie Patzkow wielokrotnie notuje wraz z sąsiednimi wsiami spisana po łacinie w latach 1269–1273 Księga henrykowska m.in. we fragmencie wymieniającym Henryka z Paczkowa – „Henrico de Patzkow” oraz innych występujących w tej księdze. W roku 1613 śląski regionalista i historyk Mikołaj Henel z Prudnika wymienił miejscowość w swoim dziele o geografii Śląska pt. Silesiographia podając jej łacińską nazwę: Patscovia. Niemiecki historyk Gustav Adolf Stenzel w swoich komentarzach do tej księgi wydanych w roku 1854 podaje także pierwotną nazwę miejscowości jako Patzchow.
W pruskim urzędowym dokumencie z 1750 roku wydanym w języku polskim w Berlinie przez Fryderyka Wielkiego miasto wymienione jest pośród innych śląskich miejscowości jako Paczkow. Późniejsza nazwa niemiecka Patschkau jest zgermanizowaną nazwą pierwotnej słowiańskiej i stała się urzędową nazwą miasta dopiero po zajęciu Śląska przez Prusy w wyniku trzech wojen śląskich z Austrią.
Polską nazwę Paczków w książce „Krótki rys jeografii Szląska dla nauki początkowej” wydanej w Głogówku w 1847 wymienił śląski pisarz Józef Lompa.

## Historia

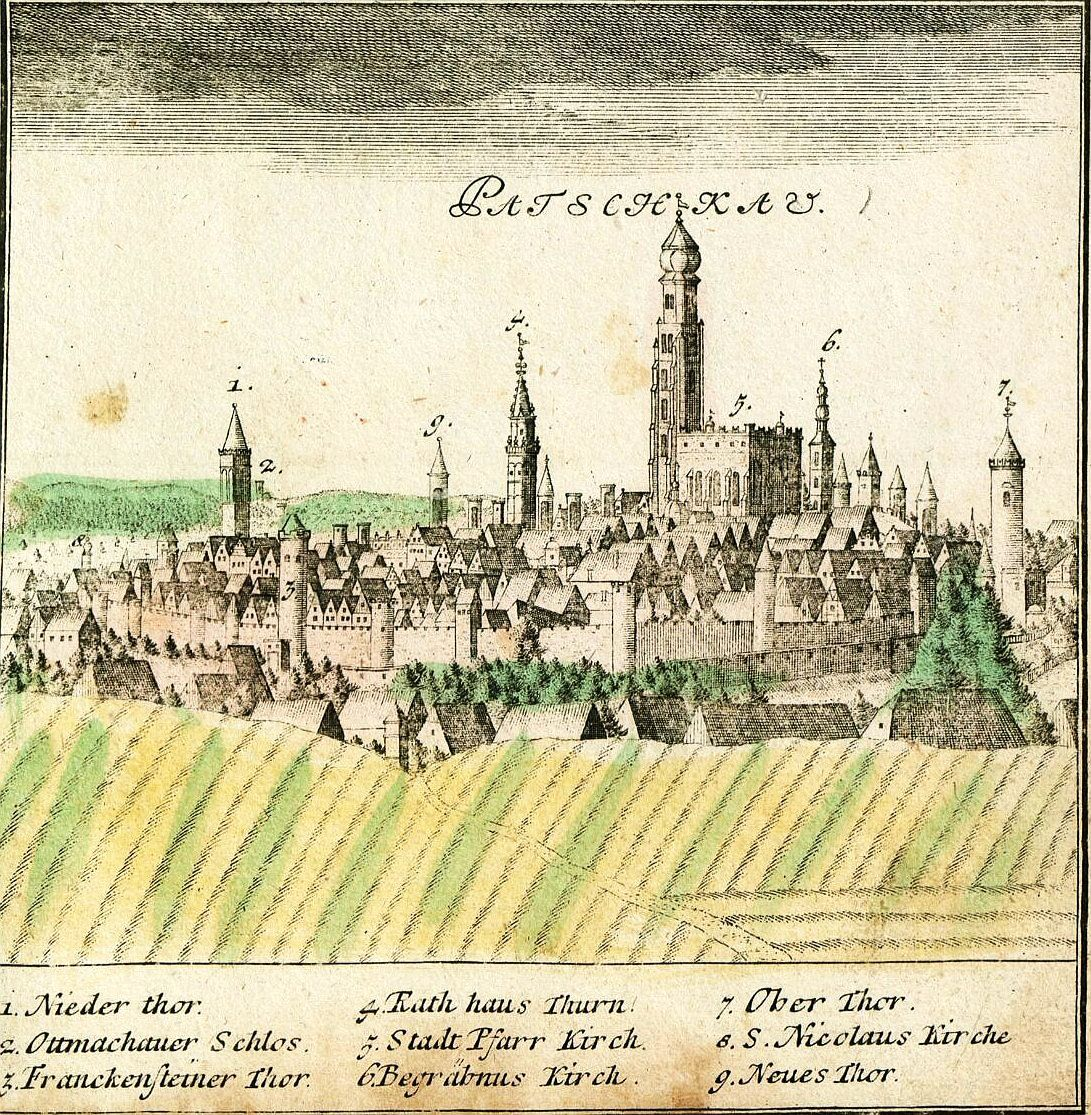
Panorama miasta na rycinie z 1738 roku wg rysunku Friedricha Bernharda Wernera

### Geneza
Założenie Paczkowa było ściśle związane z polityką biskupów wrocławskich, którzy w XIII wieku ukształtowali samodzielne władztwo terytorialne. W tym celu prowadzili na wzór książęcy intensywną akcję kolonizacyjną na ziemi nysko-otmuchowskiej, lokując wsie i miasta na prawie niemieckim. W 1177 roku Bolesław Wysoki podzielił dzielnicę śląską pomiędzy synów. Śląsk Środkowy – ziemia opolska, przypadła Jarosławowi, który od 1198 roku objął biskupstwo wrocławskie. Część swojego władztwa, tak jak ziemię nyską, przyłączył do uposażenia biskupiego. Zaledwie po trzech latach piastowania stolca biskupiego Jarosław umiera, przekazując ziemię nyską Kościołowi, zaś ziemię opolską Mieszkowi Plątonogiemu. Nowo nabyte terytorium było szczególnie cenne dla biskupstwa wrocławskiego, gdyż połączone z pobliską ziemią otmuchowską tworzyło silne, samodzielne władztwo kościelne na pograniczach Śląska. Sukcesy biskupów doprowadziły do konfliktu z kolejnymi książętami piastowskimi, którzy rościli sobie prawo do ziemi nyskiej. Apogeum nastąpiło za panowania Henryka IV, który ostatecznie na łożu śmierci w 1290 roku przekazał prawa książęce biskupowi Tomaszowi II, czego skutkiem było powstanie księstwa biskupiego. Na tle tych wydarzeń powstało miasto Paczków, które było tworem świadomej polityki biskupów wrocławskich.

### Gród graniczny
W odróżnieniu od innych średniowiecznych grodów, rozwijających się dzięki położeniu przy gościńcach czy w pobliżu siedzib feudałów, Paczków w założeniach miał chronić południowo-zachodnią granicę księstwa biskupiego. Ulegała one w czasie pewnym przesunięciom. W szczytowym okresie rozwoju księstwa (w XV w.), granica na południu przebiegała pasem głównych szczytów, najpierw Rychlebskich Hor oraz Jeseników, aż do Pradziada (do XIII w. przebiegała podnóżem Gór Złotych). Od północy zaś granica księstwa biegła północnym brzegiem Nysy kłodzkiej aż do Kozielna, za wsią Błotnica kierując się w kierunku gór.
Oznacza to, że miasto z trzech kierunków otaczały w bezpośredniej bliskości (maksymalnie kilku kilometrów) dwie lub trzy granice. Ze względu na takie położenie miasta, prawdopodobnie już na samym początku jego istnienia zostało ono silnie ufortyfikowane. W 1389 roku ukończono parafialny kościół katolicki, ufundowany przez biskupa Przecława z Pogorzeli, który w XVI w. został włączony w system obronny miasta z powodu obawy przed najazdem Turków.
W końcu XIII wieku w pobliżu miasta istniał zamek, który należał do księcia świdnicko-ziębickiego. Zamek został zniszczony prawdopodobnie na początku XV w. i nie jest znane jego dokładne położenie.

### Średniowiecze
Jak pisze Henryk Borek „Paczków założono w pobliżu już istniejącej, starszej osady, od której nowe miasto i dawna warownia na granicy państwa biskupiego wzięły nazwy”. Uważa się, że wzmiankowana osada w pobliżu której założono Paczków to obecna wieś Stary Paczków. Pierwsza źródłowa wzmianka o mieście pochodzi z 1254 roku, kiedy to biskup Tomasz I przekazał kasztelanom (wójtom) nyskim Henrykowi i Wilhelmowi wieś Bogunów (Paczkówek) wraz z częścią gruntów wsi Paczkowa (tzw. Stary Paczków). Miasto założono w 1254 r., na surowym korzeniu, a jego lokacji dokonano na prawie magdeburskim. Dokument lokacyjny spisał w Nysie 8 marca 1254 roku biskup wrocławski Tomasz I Koźlowarogi. Osada tworzyła miasteczko i otrzymała prawa do::
- pastwiska do wspólnego wypasania bydła poza miastem (6 łanów frankońskich)
- połowu ryb na Nysie i Kamienieckim Potoku (obecnie Biała Woda) dla wszystkich mieszkańców,
- zwolnienie z małej dziesięciny.

Jako miasto Paczków pojawia się po raz pierwszy w źródłach w roku 1292. Z umowy sprzedaży paczkowskiej łaźni wynika, że już przed 3 lipca 1295 miasteczko (osada) zostało podniesione do rangi miasta (Civitate Patschkaw). W dokumentach z XIV w. wzmiankowane są kramy rzeźników oraz piekarzy. Mieszkańcy miasta zajmowali się przede wszystkim uprawą roli, hodowlą bydła, rzemiosłem, handlem oraz rybołówstwem ze względu na otaczające ośrodek rzeki. Pobliskie lasy zapewniały rozwój przemysłu drzewnego. Gospodarka jednak nie rozwijała się na tyle mocno, by uchronić miasto przed emigracją mieszczan.
Od 1327 r. Paczków znajdował się pod zwierzchnictwem Czech i dzielił losy polityczne Śląska. Paczków pozostał własnością biskupów wrocławskich do 1810 r.
18 marca 1428 r. Paczków z uwagi na poparcie, jakim darzyło biskupa Konrada, zwolennika Zygmunta Luksemburczyka i przeciwnika husytów, został zajęty przez wojska husyckie, które splądrowały miasto i spowodowały wiele zniszczeń.

## Klęski
Ze względu na swoje graniczne położenie i związki z biskupstwem wrocławskim ze zmiennym szczęściem toczyły się losy miasta i jego mieszkańców na przestrzeni wieków. Paczków wielokrotnie przechodził pod panowania czeskie, austriackie i pruskie.
W pierwszych wiekach swojego istnienia Paczków dotknęły typowe dla średniowiecza klęski: głód (lata 1325 i 1632), wielkie pożary (1634 r.) zarazy (1438 r., 1449 r, 1063 r., 1607 r) i zajęcia przez obce wojska (w latach: 1428, 1639, 1648, 1741, 1778).
Przez Paczków w pobliżu centrum miasta przepływają niewielkie cieki Potok Gościcki i Kamienica, a przez przedmieścia rzeka Nysa Kłodzka. Rynek Paczkowa i jego znaczna część leżą znacznie powyżej koryt rzek, ale bliżej położone rzek części miasta były wielokrotnie zalewane przez powodzie (w latach: 1333, 1539, 1560, 1598, 1602, 1775, 1777, 1779, 1780, 1783, 1785, 1826, 1829, 1938, 1997, 2024).

### Lata świetności

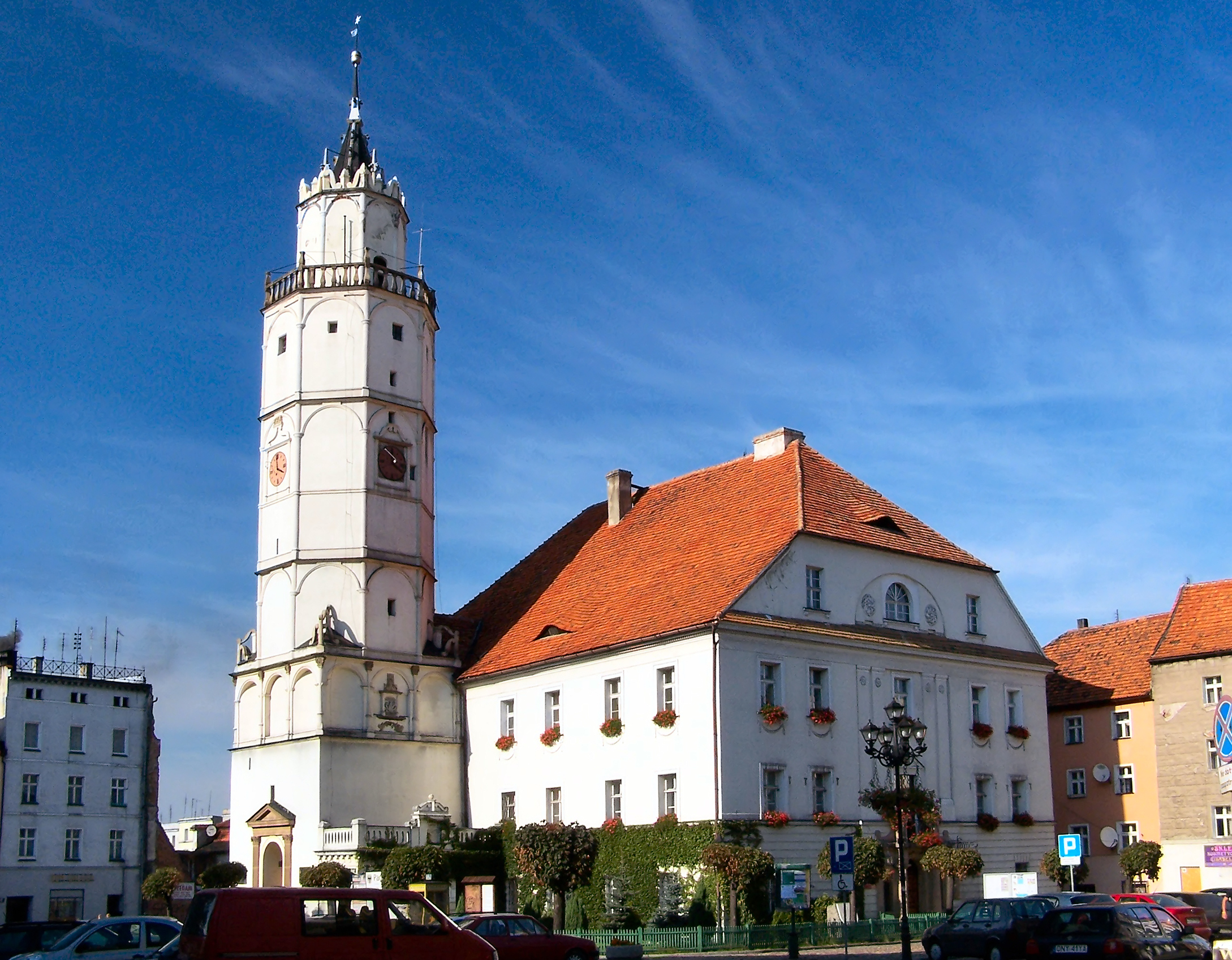
Ratusz w Paczkowie

XV wiek przyniósł miastu gwałtowny rozwój gospodarczy, do czego znacznie przyczynili się biskupi za sprawą przywilejów nadawanych miastu. Koniec XV wieku i połowa XVI to okresy największej świetności miasta. Paczków stał się ważnym ośrodkiem wyrobu sukna i handlu, które stanowiły podstawę zamożności miejscowego kupiectwa. Wyroby licznych warsztatów sukienniczych z Paczkowa eksportowano aż do Styrii. W 1420 r. biskup Konrad wydaje zgodę na eksploatację lasu na południe od wsi Gościce (Paczkowski Las), na północno-wschodnim stoku Borówkowej w Górach Złotych przyczyniając się do wzbogacenia miasta. Od 1483 r. funkcjonuje w Paczkowie targ solny, w 1464 i 1476 ponownie powstają cechy tkaczy, rzeźników i piekarzy (1471 r.), kuśnierzy (1481), kowali (1483). Paczków otrzymał również prawo odbywania czterech jarmarków w ciągu roku i zaczął się intensywnie rozbudowywać. W 1514 r. biskup Jan przekazuje miastu prawo do eksploatacji kamieniołomu we wsi Nova Domo (dzisiejszych Chałupkach) na zboczach góry Jägerberg (Góra Łowiec). W 1526 roku Paczków wraz z całym Śląskiem dostał się pod panowanie Habsburgów austriackich. Obok murowanych kamienic stawianych w miejsce dawnych, drewnianych domów, zaczęły powstawać także obiekty użyteczności publicznej np. renesansowy ratusz wraz z wieżą (1552 r.), szkoła katolicka (1557 r.), lazareth św. Mikołaja za Dolną Bramą (ok. 1560 r.) W 1551 roku powstał browar, a pod koniec XVI wieku miasto otrzymało też dwie linie wodociągów. Przełom XV i XVI wieku to także okres wzmożonych prac przy fortyfikacjach miasta.

### Klęski i kres świetności
W 1565 roku, a następnie w latach 1603 i 1607 ludność Paczkowa dziesiątkują epidemie cholery, umiera około 1500 osób. Pierwsza połowa XVII w. była najtragiczniejszym okresem w dziejach miasta. W 1634 roku miasto zostało zniszczone przez pożar, a następnie miasto uległo gospodarczemu zniszczeniu w czasie jednego z oblężeń. Wojna trzydziestoletnia ostatecznie zakończyła okres pomyślności Paczkowa. W 1632 r. w Paczkowie panuje głód, Szwedzi i Saksończycy zajmują miasto i okolice, toczą się walki o miasto. 23 maja 1634 r. wielki pożar niszczy w Paczkowie wiele domów. W latach 1639 do 1648 Paczków i okoliczne wsie wielokrotnie plądrują zarówno wojska szwedzkie, jak i cesarskie. Stacjonujące na zmianę w Paczkowie wojska z wyludnionego miasta tworzą tymczasowe twierdze. Miasto zostaje ponownie spalone. Większość ziem leży odłogiem, miasto jest porośnięte krzakami i chwastami.
Kilkakrotnie miasto otrzymuje materiał budowlany na odbudowę (w latach 1649, 1706, 1729). Niesiona pomoc nie przynosi jednak ze sobą większej poprawy sytuacji. Ostatecznie, po zmianie granicy, która przebiega 5 km od miasta, Paczków traci dawne zaplecze gospodarcze w postaci uzależnionych odeń okolicznych wsi, a tym samym znaczenie gospodarcze i militarne. Liczba mieszkańców w tamtym czasie spadła do (zależnie od źródeł) z około 2800 osób w latach 20. XVII do 100 albo 700 osób w roku 1648. W tamtym czasie zrodziło się przysłowie „Szukaj mnie w Paczkowie”, w znaczeniu ukrycia się w wyludnionym miejscu, gdzie trudno znaleźć człowieka. Paczków w odbiorze jawi się ówcześnie żyjącym jako miasto opuszczone i zapomniane.
W latach 1745–1747 w Paczkowie stacjonują dwa pruskie regimenty. Z powodu ciasnoty zaczyna się szerzyć zaraza pochłaniająca wśród żołnierzy i mieszkańców ofiary, które grzebane są następnie w piwnicach domów. W mieście panuje głód, spowodowany m.in. cłem, jakie wprowadziła cesarzowa Maria Teresa na produkowane w Paczkowie tkaniny.
Na początku sierpnia 1757 r. Paczków zajmują Austriacy. Po powrotnym zdobyciu terenu do Paczkowa wrócił pruski garnizon. 5 lutego 1775 miasto pustoszy wielka powódź. Kolejne nawiedzają miasto w roku 1777 (w lutym z zejściem lodu, i 10 maja) oraz w latach 1779, 1780, 1783, 1785.
W 1778 r. miasto zajmowane jest na zmianę przez austriackie i pruskie oddziały, które otrzymują żywność i paszę dla koni, pieniądze i winiak. W 1807 r. Paczków przechodzi pod dowództwo francuskie. Generał Vandamme wyciska z miasta kontrybucje wojenną na utrzymanie generała i jego oddziałów. W latach 1826 i 1829 Paczków znowu nawiedzają powodzie.

### Rozwój przemysłu
Ożywienie gospodarcze w Paczkowie nastąpiło dopiero w XIX w., kiedy wraz z przejęciem całego Śląska przez władze pruskie zniesiono resztę władzy biskupa i w 1810 r. przeprowadzono sekularyzację księstwa biskupiego. W 1818 roku Paczków włączono do rejencji opolskiej. Od pierwszej połowy XIX wieku gród zaczął odżywać. W 1831 r. powstają pierwsze nowoczesne latarnie w mieście. W 1850 r. powstaje fabryka zapałek.
W 1874 r. uruchomiono linię kolejową, tzw. magistralę podsudecką, łączącą miasto z Nysą i Kamieńcem Ząbkowickim, co pobudziło rozwój lokalnej gospodarki. Wznowiły działanie od dawna istniejące młyny, garbarnia, browar i warsztaty rzemieślnicze. Produkcję rozpoczęły nowe przedsiębiorstwa: fabryka świec Silesia, zakład produkcji przyborów kreślarskich, fabryka mydła, przedsiębiorstwo produkujące złocone ramy, dwie cegielnie, później gazownia, mleczarnia i wodociągi miejskie.
W 1868 r. (lub 1873 r.) rozpoczyna działalność fabryka urządzeń gaśniczych i budowy maszyn braci Kieslich. W 1882 fabryka maszyn rolniczych. Od 1880 r. działa fabryka artykułów biurowych Augusta Schneidera. W 1888 r. Joseph Kieslich zakłada parową cegielnię. W 1902 powstaje miejski zakład gazowniczy. W 1907 r. Oskar Biedermann uruchamia Śląską Fabrykę Obróbki Drewna. W 1929 r. Hans Biedermann przenosi swoją fabrykę listew pozłacanych z Magdeburga do Paczkowa. W 1939 zaczyna działać schronisko turystyczne.

### Wojny światowe
Obie wojny światowe nie zostawiły w Paczkowie znaczących śladów. W wyniku działań wojennych II wojny światowej zabudowa miejska Paczkowa ucierpiała w 15%. Na miasto 20 marca 1945 r. spadły jedynie trzy bomby lotnicze, z których jedna zniszczyła cmentarny kościół pw. św. Jana. W połowie marca 1945 roku, na wieść o zbliżającym się froncie, ewakuowano znaczną część mieszkańców, wielu paczkowian dobrowolnie opuściło miasto, kierując się w pobliskie Góry Złote, leżące na terytorium Czechosłowacji (po 1938 r. włączone do Okręgu Rzeszy Kraj Sudetów). 7 maja 1945 r. Paczków zdobył bez walki bliżej nieznany oddział 245 Dywizji Strzeleckiej Armii Czerwonej z 11 Korpusu Piechoty 59. Armii gen. Iwana Korownikowa (I Front Ukraiński) w toku operacji praskiej Armii Czerwonej.

### Czasy powojenne
Do lipca 1945 r. większość mieszkańców Paczkowa wróciła do swoich domów. W sierpniu 1945 r. Paczków został przekazany polskiej administracji, powołanej przez Sowietów. W wyniku postanowień jałtańsko-poczdamskich miasto zostało przyłączone do Polski. Zniszczone fragmenty miasta odbudowano. W sierpniu 1945 roku rozpoczął się proces wysiedlenia niemieckich mieszkańców Paczkowa, którego największe nasilenie przypada na maj 1946 roku. Jednocześnie na miejsce stopniowo wysiedlanych Niemców przybyli osadnicy polscy i przesiedleńcy z Kresów Wschodnich. Od 1946 Paczków należał do województwa śląskiego, a w 1950 r. został włączony do tworzonego województwa opolskiego.
Po roku 1946 wielu niemieckich byłych mieszkańców Paczkowa, nowe miejsce zamieszkania, ze względu na wysiedlanie ich do brytyjskiej strefy okupacyjnej w Niemczech, znalazło w mieście Einbeck.
Na podstawie dekretu PKWN z 31 sierpnia 1944 zostały utworzone miejsca odosobnienia, więzienia i ośrodki pracy przymusowej dla „hitlerowskich zbrodniarzy oraz zdrajców narodu polskiego”. Obóz pracy nr 151 Ministerstwo Bezpieczeństwa Publicznego utworzyło w Paczkowie.

## Demografia
Paczków podlega pod Urząd Statystyczny w Opolu, oddział w Prudniku. Według danych z 30 czerwca 2008 miasto liczyło 8081 mieszkańców, a 30 czerwca 2016 – 7631. Na koniec 2022 zamieszkiwało tu 6748 osób.

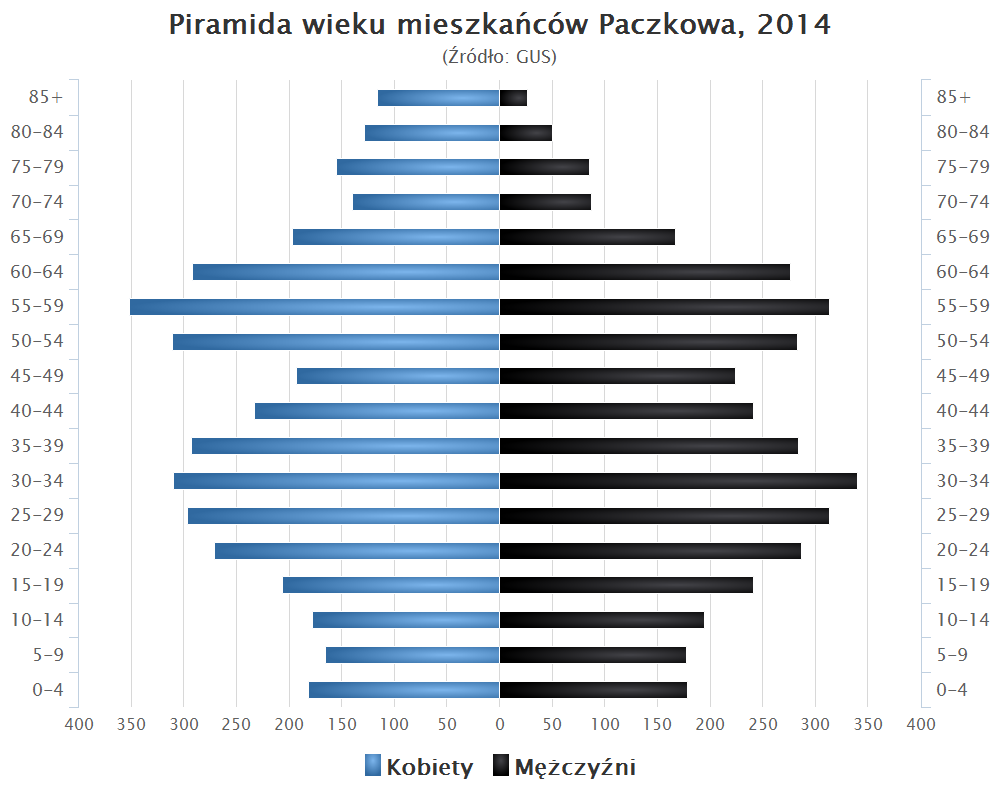
Piramida wieku mieszkańców Paczkowa w 2014 roku

## Zabytki
Do rejestru zabytków wpisane są następujące obiekty:
- układ urbanistyczny, w ramach średniowiecznego założenia
- kościół par. pw. Jana Ewangelisty, inkastelowany, gotycki z l. 1361 – 1389, i rozbudowywany w dwóch następnych stuleciach: XV w., XVI w. Wewnątrz studnia zwana tatarską. Kościół jest siedzibą parafii
- ruina kościoła cmentarnego pw. św. Jana Ewangelisty, z l. 1604 – 1606
- kaplica pw. św. Mikołaja, z XIX w.
- kościół ewangelicki, ob. rzymskokat. zakonny, pw. Matki Boskiej Nieustającej Pomocy, ul. Staszica 27, z l. 1902 – 1903
- planty miejskie, po 1846 r.
- mury obronne z dziewiętnastoma basztami oraz trzema wieżami bramnymi, z XIV-XVI w., XIX w., bardzo dobrze zachowane, tzw. śląskie Carcassonne[30] (zob. Fortyfikacje Paczkowa):
  - wieża – brama Wrocławska
  - wieża – brama Ząbkowicka
  - wieża – brama Kłodzka
- ratusz, z renesansową wieżą z 1550 r. – XVI w., późnoklasycystyczny z l. 1821 – 1822 – XIX w.
- dom, ul. Armii Krajowej 3, z XIX w.
- domy, ul. Daszyńskiego 5, 36, z XIX w.
- willa, ul. Jagiellońska 6, z ok. 1890 r.: ogród dendrologiczny, z ok. poł. XIX w.
- dom, ul. Kołłątaja 8, z XIX w./XX w.
- dom, ul. Kościelna 11, z XIX w.
- dom, ul. Kościuszki 4, z XIX w.
- domy, ul. Narutowicza 2, 8, 10, 16, z XVII w., XVIII w.-XIX w.
- dom, ul. E. Plater 2, z poł. XIX w.
- willa, ul. Pocztowa 19, z XIX w./XX w.: ogród
- domy, Rynek 3, 4, 5, 6, 7, 8, 9, 10, 14, 15, 16, 17, 18, 19, 20, 22, 23, 25, 27, 28, 29, 31, 33, 35, 36, 38, 39, 40, 43, 44, 48, 49, 50, 52, 55, z XV/XVI w., XVII w., XVIII w., XIX w., XX w.
- folwark, ul. Sienkiewicza 6, z XIX w.: dom, brama wjazdowa, czworak
- dom, ul. Sienkiewicza 8, z XIX w.
- domy, ul. Słowackiego 1, 8 nie istnieje, z XVIII w.-XIX w.
- domy, ul. Wojska Polskiego 4, 17, z XIX w.
- dom kata miejskiego, ul. Wojska Polskiego 23, z XVIII w., położony poza obrębem murów miejskich – obecnie siedziba Centrum Informacji turystycznej
- domy, ul. Wrocławska 6, 10, z XVIII w./XIX w.

Paczków – Paczkówek
- folwark, z XIX w.

inne zabytki:
- cmentarz żydowski
- Muzeum Gazownictwa, ul. Pocztowa 6.

13 listopada 2012 roku zespół staromiejski ze średniowiecznym systemem fortyfikacji został wpisany na listę Pomników historii.

## Paczkowski Las
Miasto Paczków posiadało las, nadany w 1420 r. Po wojnach śląskich las został oddzielony granicą – Paczków wcielono do terytorium Prus, a las pozostał we władaniu Habsburgów. Nie przeszkadzało to miastu w gospodarczym wykorzystywaniu lasu. Było tak również w okresie międzywojennym (dochód z lasu stanowił 25% miejskich dochodów).
Po objęciu administracji przez władze polskie w 1947 r. przypomniano sobie o miejskim lesie (w Paczkowie znajdowały się zakłady wymagające drewna jako surowca). Jego obszar wynosił 1979,75 ha drzewostanu iglastego. W 1945 r. Czechosłowacja znacjonalizowała las jako własność poniemiecką, jednak jego administracja została wyłączona z ogólnej administracji leśnej. Podczas rozmów o korektach granicznych między Polską i Czechosłowacją strona polska naciskała na prawo Paczkowa do eksploatacji lasu; w zamian za to obiecywała spełnić roszczenia Czechów w rejonie Kudowy-Zdroju, gdzie miasto Nachod posiadało ok. 50 ha terenu.
Ostatecznie w 1949 r. zarówno pretensje polskie, jak i czechosłowackie wygasły. Polskie Ministerstwo Leśnictwa stwierdziło m.in. że korzystanie z lasu paczkowskiego byłoby bezcelowe z powodu utrudnień granicznych, międzynarodowych umów o obrocie drewnem, a także stan taki byłby sprzeczny z zasadami naszej struktury lasów.

## Wspólnoty wyznaniowe
- Kościół rzymskokatolicki (dekanat Paczków): 
  - parafia św. Jana Ewangelisty
- Świadkowie Jehowy:
  - zbór Ziębice-Paczków (Sala Królestwa Ziębice ul. Wałowa 50b)[33]

## Współpraca międzynarodowa
Miasta i gminy partnerskie:
- Citov (Czechy)
- Javorník (Czechy)
- Einbeck (Niemcy)
- Uzès (Francja)

## Turystyka
Zespół staromiejski w Paczkowie został wymieniony w Kanonie Krajoznawczym Polski. Oddział PTTK „Sudetów Wschodnich” w Prudniku przyznaje Kolarską Odznakę Turystyczną w „Królestwie Pradziada” za odwiedzenie m.in. Paczkowa.
15 lipca 2010, w ramach organizowanego w Prudniku VI Europejskiego Tygodnia Turystyki Rowerowej, w którym wzięli udział rowerzyści z całej Europy, przez Paczków prowadziła trasa „Szlakiem błogosławionej Marii Luizy Merkert”.

## Sport
W mieście gra klub piłkarski Sparta Paczków, założony w 1949 roku

## Paczków w literaturze
W Paczkowie rozgrywa się akcja wydanej w 2015 roku powieści Aleksandra Sowy pt. „Góra Bogów Śmierci”.